# Larry Wall
Larry Wall (* 27. září 1954, Los Angeles) je vývojář a autor první verze programovacího jazyka Perl. Je také znám jako původní tvůrce programů patch, rn a metaconfig. Dvakrát vyhrál IOCCC a v roce 1998 obdržel jako první cenu Free Software Foundation za rozvoj svobodného software.
Kromě svých technických schopností je Larry znám jako vtipný člověk se smyslem pro ironický humor, jenž je roztroušen v komentářích zdrojového kódu nebo na Usenetu (např. „We all agree on the necessity of compromise. We just can't agree on when it's necessary to compromise“ – „Všichni se shodujeme na nutnosti kompromisu. Jenom se nemůžeme shodnout, kdy je nutné ho uzavřít.“).
Larry Wall je povoláním lingvista, což mu pomáhá při psaní knih. Je spoluautorem knihy Programming Perl (která je také známá jako Camel Book – Velbloudí kniha), základního zdroje pro programátory v Perlu. Také pomáhal při přípravě knihy Perl Cookbook (Perl kuchařka). Všechny jeho knihy byly vydány nakladatelstvím O'Reilly (O'Reilly & Associates).
Larry stále dohlíží nad dalším vývojem jazyka Perl a slouží jako benevolentní doživotní diktátor tohoto projektu.